# جوزپه پاچینی
جوزپه پاچینی (انگلیسی: Giuseppe Pacini؛ زادهٔ ۱۷ ژوئیهٔ ۱۹۹۲) بازیکن فوتبال اهل ایتالیا است.
از باشگاه‌هایی که در آن بازی کرده‌است می‌توان به باشگاه فوتبال پارما و باشگاه فوتبال روبور سیه‌نا اشاره کرد.